# Gliese 588
Gliese 588 – gwiazda w gwiazdozbiorze Wilka. Znajduje się w odległości około 19,3 lat świetlnych od Słońca. Prawdopodobnie ma układ planetarny.

## Charakterystyka
Jest to czerwony karzeł, gwiazda ciągu głównego o typie widmowym M2,5. Ma temperaturę około 3300 K i masę 44% masy Słońca, a jej jasność to 0,98% jasności Słońca.

## Układ planetarny
Zmiany prędkości radialnej wskazują, że najprawdopodobniej gwiazdę tę okrążają dwie planety. Obie krążą poza ekosferą gwiazdy, która rozciąga się w odległości 0,10–0,16 jednostki astronomicznej. Wewnętrzna planeta ma ciaśniejszą orbitę, zaś zewnętrzna krąży daleko poza ekosferą.
| Towarzysz | Masa [ M🜨 ]   | Okres orbitalny [ d ] | Półoś wielka [ au ] | Ekscentryczność |
| b         | 2,4 +1,0−0,9  | 5,8084 +0,0016−0,0018 | 0,049 ± 0,005       | 0,04 +0,25−0,04 |
| c         | 10,3 +6,9−4,9 | 206,0 +2,0−3,3        | 0,530 +0,048−0,054  | 0,06 +0,02−0,06 |